# Lecythothecium duriligni
Lecythothecium duriligni är en svampart som beskrevs av Réblová & Winka 2001. Lecythothecium duriligni ingår i släktet Lecythothecium och familjen Chaetosphaeriaceae.   Inga underarter finns listade i Catalogue of Life.